# Benalla
Benalla is een landbouwstad in Victoria, Australië met ongeveer 10.000 inwoners, gelegen nabij de Hume Highway in het noordoosten van Victoria. De stad ligt ongeveer 40 km ten zuiden van Wangaratta. In Benalla ligt een motorracecircuit, de Winton Motor Raceway.

## Geboren in Benalla
- Mark Seymour (1957), leadzanger van Hunters and Collectors
- Nick Seymour (1958), bassist in Crowded House
- Baden Cooke (1978), wielrenner

Ararat ·
Ballarat ·
Benalla ·
Bendigo ·
Geelong ·
Hamilton ·
Horsham ·
Melbourne (hoofdstad) ·
Moe ·
Morwell ·
Mildura ·
Portland ·
Sale ·
Shepparton ·
Swan Hill ·
Traralgon ·
Wangaratta · 
Warrnambool ·
Wodonga